# Beaumont-en-Argonne
Pour les articles homonymes, voir Beaumont.
Beaumont-en-Argonne est une commune française située dans le département des Ardennes, en région Grand Est.

## Géographie
Les communes limitrophes sont  Belval-Bois-des-Dames, La Berlière, La Besace, Laneuville-sur-Meuse, Létanne, Mouzon, Saint-Pierremont, Sommauthe, Vaux-en-Dieulet et Yoncq.

### Localisation
La commune est à 1,9 km de Létanne, 7,9 de La Besace, 8,4 de Sommauthe et 9,7 de Laneuville-sur-Meuse.

### Géologie et relief
Hydrogéologie et climatologie : Système d’information pour la gestion des eaux souterraines du bassin Rhin-Meuse :
Territoire communal : Occupation du sol (Corinne Land Cover); Cours d'eau (BD Carthage),
Géologie : Carte géologique; Coupes géologiques et techniques,
 Hydrogéologie : Masses d'eau souterraine; BD Lisa; Cartes piézométriques.

### Sismicité
Commune située dans une zone de sismicité faible.

### Hydrographie
La commune est dans le bassin versant de la Meuse au sein du bassin Rhin-Meuse. Elle est drainée par le ruisseau la Wame, le ruisseau de Yoncq, le ruisseau de la Forge, le ruisseau la Gobine, le ruisseau du Pont de Lussian et le ruisseau de Beaumont-en-Argonne,.
Le ruisseau la Wame, d'une longueur de 10 km, prend sa source dans la commune de Belval-Bois-des-Dames et se jette  dans la Meuse à Létanne, après avoir traversé cinq communes.

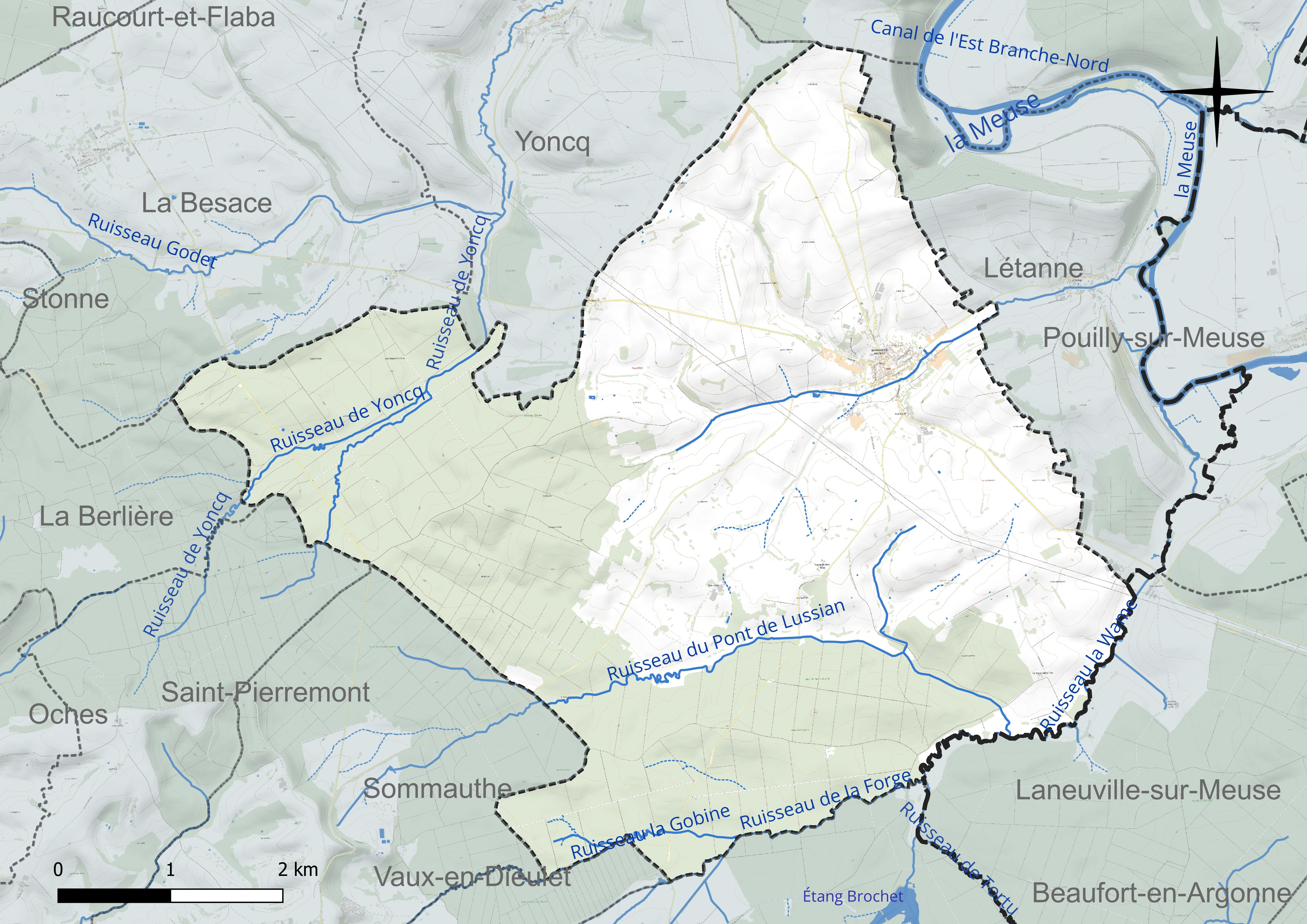
Réseaux hydrographique de Beaumont-en-Argonne.

Le ruisseau de Yoncq, d'une longueur de 17 km, prend sa source dans la commune de Saint-Pierremont et se jette  dans la Meuse à Mouzon, après avoir traversé six communes.

### Climat
Pour des articles plus généraux, voir Climat du Grand Est et Climat des Ardennes.
En 2010, le climat de la commune est de type climat de montagne, selon une étude du Centre national de la recherche scientifique s'appuyant sur une série de données couvrant la période 1971-2000. En 2020, Météo-France publie une typologie des climats de la France métropolitaine dans laquelle la commune est exposée à un climat océanique altéré et est dans la région climatique Lorraine, plateau de Langres, Morvan, caractérisée par un hiver rude (1,5 °C), des vents modérés et des brouillards fréquents en automne et hiver.
Pour la période 1971-2000, la température annuelle moyenne est de 9,5 °C, avec une amplitude thermique annuelle de 15,7 °C. Le cumul annuel moyen de précipitations est de 921 mm, avec 13,5 jours de précipitations en janvier et 9,5 jours en juillet. Pour la période 1991-2020, la température moyenne annuelle observée sur la station météorologique de Météo-France la plus proche, « Mouzay », sur la commune de Mouzay à 14 km à vol d'oiseau, est de 10,6 °C et le cumul annuel moyen de précipitations est de 789,5 mm. 
La température maximale relevée sur cette station est de 40,4 °C, atteinte le 24 juillet 2019 ; la température minimale est de −15,3 °C, atteinte le 20 décembre 2009,,.
Les paramètres climatiques de la commune ont été estimés pour le milieu du siècle (2041-2070) selon différents scénarios d'émission de gaz à effet de serre à partir des nouvelles projections climatiques de référence DRIAS-2020. Ils sont consultables sur un site dédié publié par Météo-France en novembre 2022.

### Voies de communications et transports

#### Voies routières
- D 19c vers Létanne.
- D 30 vers La Besace et Laneuville-sur-Meuse.
- D 19 vers Sommauthe.

#### Transports en commun
- Fluo Grand Est.

### Intercommunalité
Commune membre de la Communauté de communes des Portes du Luxembourg.

## Urbanisme

### Typologie
Au 1er janvier 2024, Beaumont-en-Argonne est catégorisée commune rurale à habitat dispersé, selon la nouvelle grille communale de densité à 7 niveaux définie par l'Insee en 2022.
Elle est située hors unité urbaine et hors attraction des villes,.

### Occupation des sols
L'occupation des sols de la commune, telle qu'elle ressort de la base de données européenne d’occupation biophysique des sols Corine Land Cover (CLC), est marquée par l'importance des territoires agricoles (54,1 % en 2018), une proportion sensiblement équivalente à celle de 1990 (54,7 %). La répartition détaillée en 2018 est la suivante : 
forêts (44,6 %), prairies (33,6 %), terres arables (19,1 %), zones agricoles hétérogènes (1,4 %), zones urbanisées (1,3 %). L'évolution de l’occupation des sols de la commune et de ses infrastructures peut être observée sur les différentes représentations cartographiques du territoire : la carte de Cassini (XVIIIe siècle), la carte d'état-major (1820-1866) et les cartes ou photos aériennes de l'IGN pour la période actuelle (1950 à aujourd'hui).

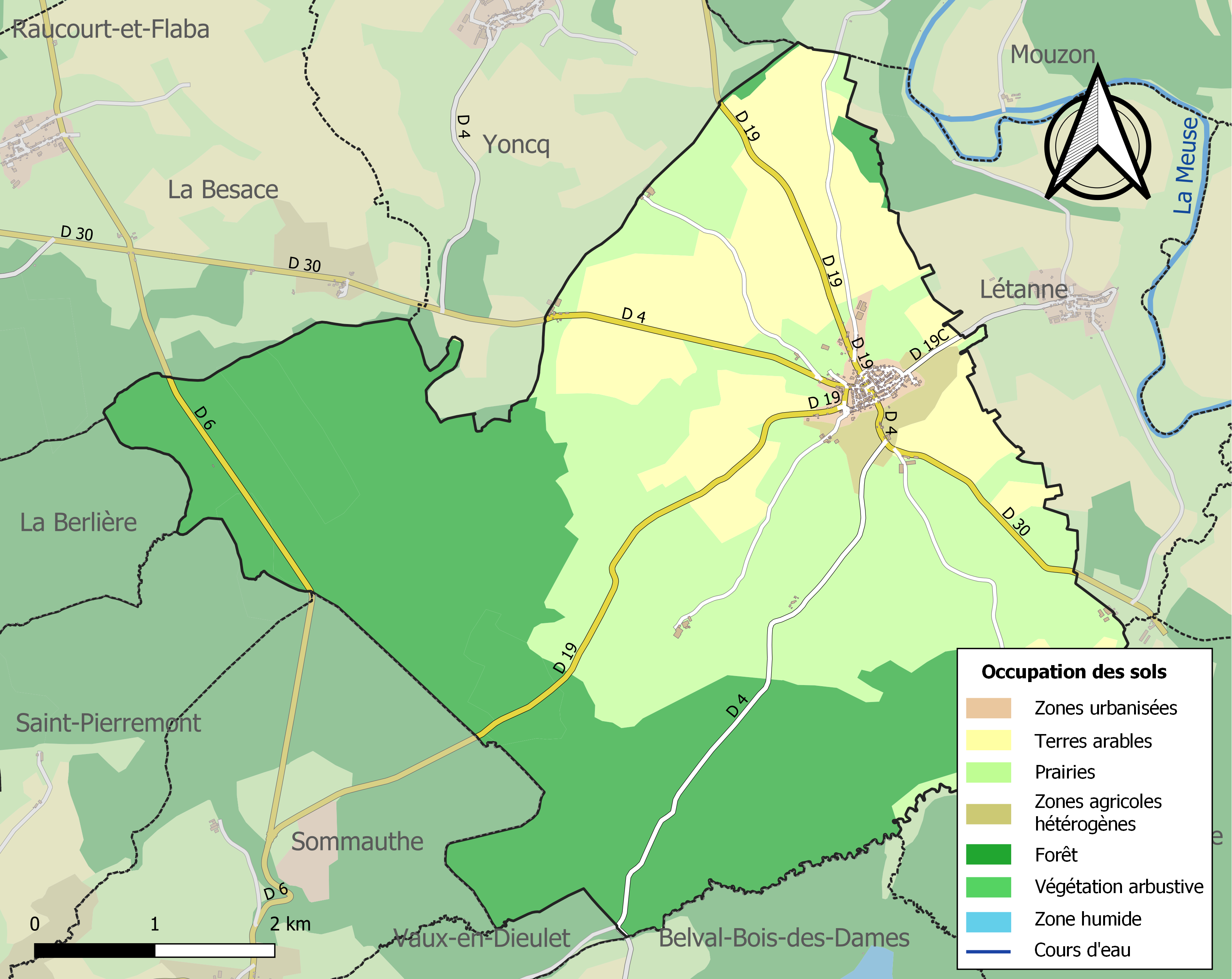
Carte des infrastructures et de l'occupation des sols de la commune en 2018 (CLC).

## Toponymie
Le nom de la ville, Beaumont, est la contraction de « beau mont », issu de l'ancien français bel mont, où l'adjectif bel « beau » exprime l'importance ou la hauteur du mont. Toponyme médiéval qui désigne un village construit sur un lieu élevé. Le nom évoquerait sa situation dominante sur les vallées des environs.
L'Argonne est une région naturelle de la France, qui chevauche les départements de la Marne, des Ardennes et de la Meuse, à l'est du bassin parisien.

## Histoire
Riche passé historique (loi de Beaumont en 1182, bataille de Beaumont durant la guerre de 1870).
Le 12e régiment de tirailleurs sénégalais y a subi une offensive allemande le 18 mai 1940, au début de la Seconde Guerre mondiale et de la Blitzkrieg à l'ouest.
Le 30 août 1870, durant la guerre franco-allemande , a lieu la bataille de Beaumont,.
La commune a été décorée de la croix de guerre 1914-1918.
La commune a été décorée de la Croix de guerre 1939-1945.
Quatre habitants ont par ailleurs été admis parmi les 4281 Justes parmi les nations de France pour avoir sauvé des personnes juives persécutées par le régime nazi et le gouvernement de Vichy :
Albert Ducloux,
Clémence Ducloux,
André Quatreville,
Léa Quatreville.

## Politique et administration
| Période                                  | Période  | Identité         | Étiquette | Qualité |
| ---------------------------------------- | -------- | ---------------- | --------- | ------- |
| Les données manquantes sont à compléter. |          |                  |           |         |
| 1879                                     |          | Hattoy           |           |         |
| mars 2001                                | mai 2020 | Guy Joseph       |           |         |
| mai 2020                                 | En cours | Francis Chaumont |           |         |

### Budget et fiscalité 2021
En 2021, le budget de la commune était constitué ainsi :
- total des produits de fonctionnement : 38 000 €, soit 769 € par habitant ;
- total des charges de fonctionnement : 26 000 €, soit 527 € par habitant ;
- total des ressources d'investissement : 0 €, soit 7 € par habitant ;
- total des emplois d'investissement : 7 000 €, soit 149 € par habitant ;
- endettement : 0 €, soit 0 € par habitant.

Avec les taux de fiscalité suivants :
- taxe d'habitation : 4,84 % ;
- taxe foncière sur les propriétés bâties : 21,06 % ;
- taxe foncière sur les propriétés non bâties : 6,87 % ;
- taxe additionnelle à la taxe foncière sur les propriétés non bâties : 0,00 % ;
- cotisation foncière des entreprises : 0,00 %.

Chiffres clés Revenus et pauvreté des ménages en 2020 : médiane en 2020 du revenu disponible, par unité de consommation : 20 410 €.

## Économie

### Entreprises et commerces

#### Agriculture
- Culture et élevage associés.
- Élevage d'autres bovins et de buffles.
- Élevage d'autres animaux.
- Culture de céréales, de légumineuses et de graines oléagineuses.
- Sylviculture et autres activités forestières.

#### Tourisme
- Hébergements et restauration à Pouilly-sur-Meuse, Moulins-Saint-Hubert, Inor.

#### Commerces
- Commerces et services de proximité.

## Population et société

### Démographie

#### Pyramide des âges
L'évolution du nombre d'habitants est connue à travers les recensements de la population effectués dans la commune depuis 1793. Pour les communes de moins de 10 000 habitants, une enquête de recensement portant sur toute la population est réalisée tous les cinq ans, les populations de référence des années intermédiaires étant quant à elles estimées par interpolation ou extrapolation. Pour la commune, le premier recensement exhaustif entrant dans le cadre du nouveau dispositif a été réalisé en 2004.

En 2022, la commune comptait 422 habitants, en évolution de −2,09 % par rapport à 2016 (Ardennes : −2,97 %, France hors Mayotte : +2,11 %).
| 1793  | 1800  | 1806  | 1821  | 1831  | 1836  | 1841  | 1846  | 1851  |
| ----- | ----- | ----- | ----- | ----- | ----- | ----- | ----- | ----- |
| 1 183 | 1 240 | 1 175 | 1 200 | 1 337 | 1 334 | 1 370 | 1 372 | 1 388 |

| 1866  | 1872  | 1876  | 1881  | 1886  | 1891  | 1896 | 1901 | 1906 |
| ----- | ----- | ----- | ----- | ----- | ----- | ---- | ---- | ---- |
| 1 306 | 1 183 | 1 190 | 1 199 | 1 145 | 1 047 | 948  | 890  | 815  |

| 1911 | 1921 | 1926 | 1931 | 1936 | 1946 | 1954 | 1962 | 1968 |
| ---- | ---- | ---- | ---- | ---- | ---- | ---- | ---- | ---- |
| 787  | 571  | 668  | 564  | 620  | 458  | 598  | 609  | 568  |

| 1975 | 1982 | 1990 | 1999 | 2004 | 2006 | 2009 | 2014 | 2019 |
| ---- | ---- | ---- | ---- | ---- | ---- | ---- | ---- | ---- |
| 548  | 526  | 490  | 433  | 441  | 444  | 459  | 444  | 428  |

| 2022 | - | - | - | - | - | - | - | - |
| ---- | - | - | - | - | - | - | - | - |
| 422  | - | - | - | - | - | - | - | - |

### Enseignement
Établissements d'enseignements :
- École maternelle et primaire.
- Collèges à Raucourt-et-Flaba, Stenay, Carignan, Douzy, Sedan.
- Lycées à  Stenay, Bazeilles, Bazeilles.

### Santé
Professionnels et établissements de santé :
- Médecins à Mouzon, Raucourt-et-Flaba, Haraucourt, Stenay, Blagny.
- Pharmacie à Mouzon, Raucourt-et-Flaba, Stenay.
- Hôpitaux à Sedan, Charleville-Mézières, Nouzonville, Longuyon.

### Cultes
- Culte catholique, Paroisse Saint Victor en Mosonois[36].

## Culture locale et patrimoine

### Lieux et monuments

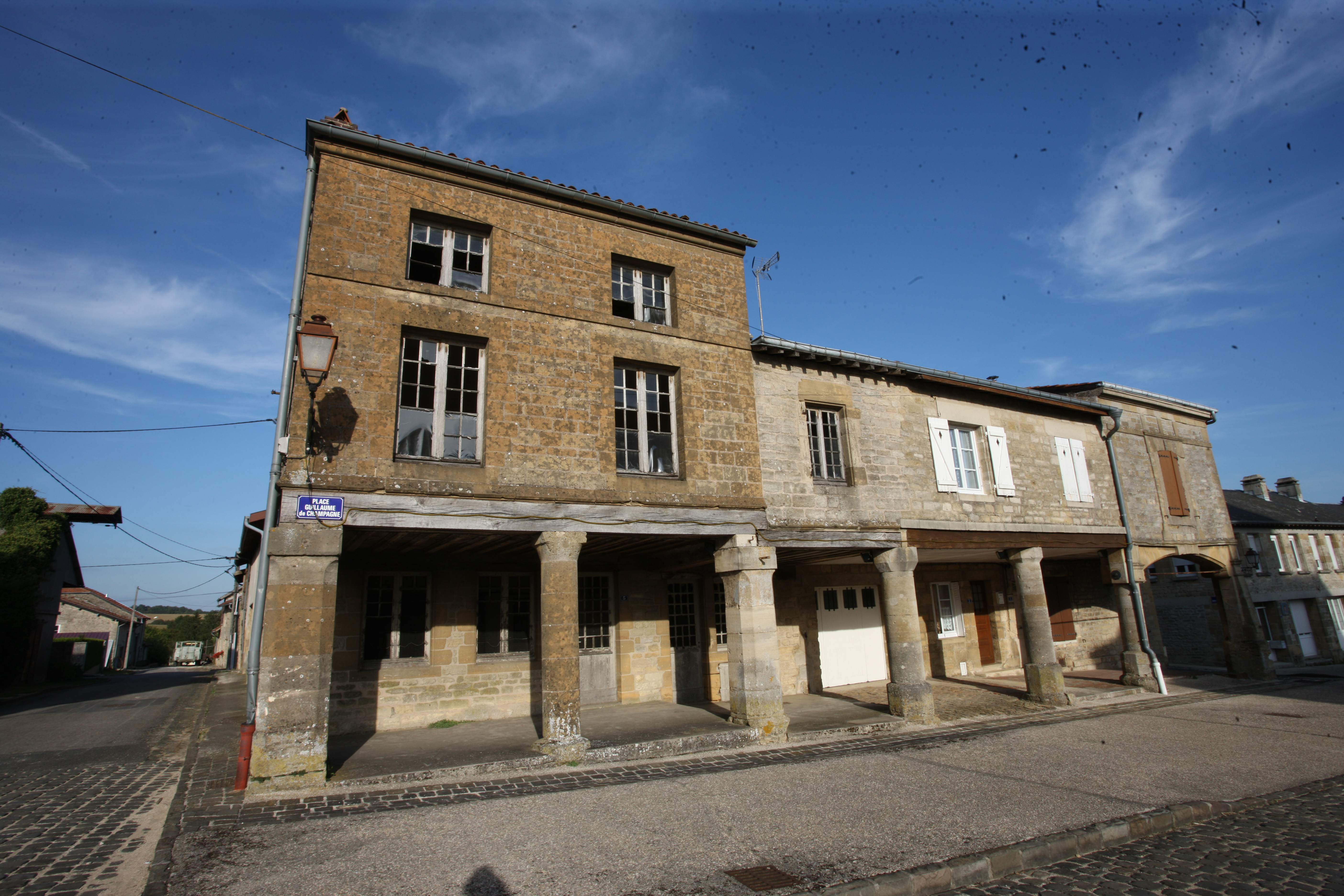
Maison à arcades.
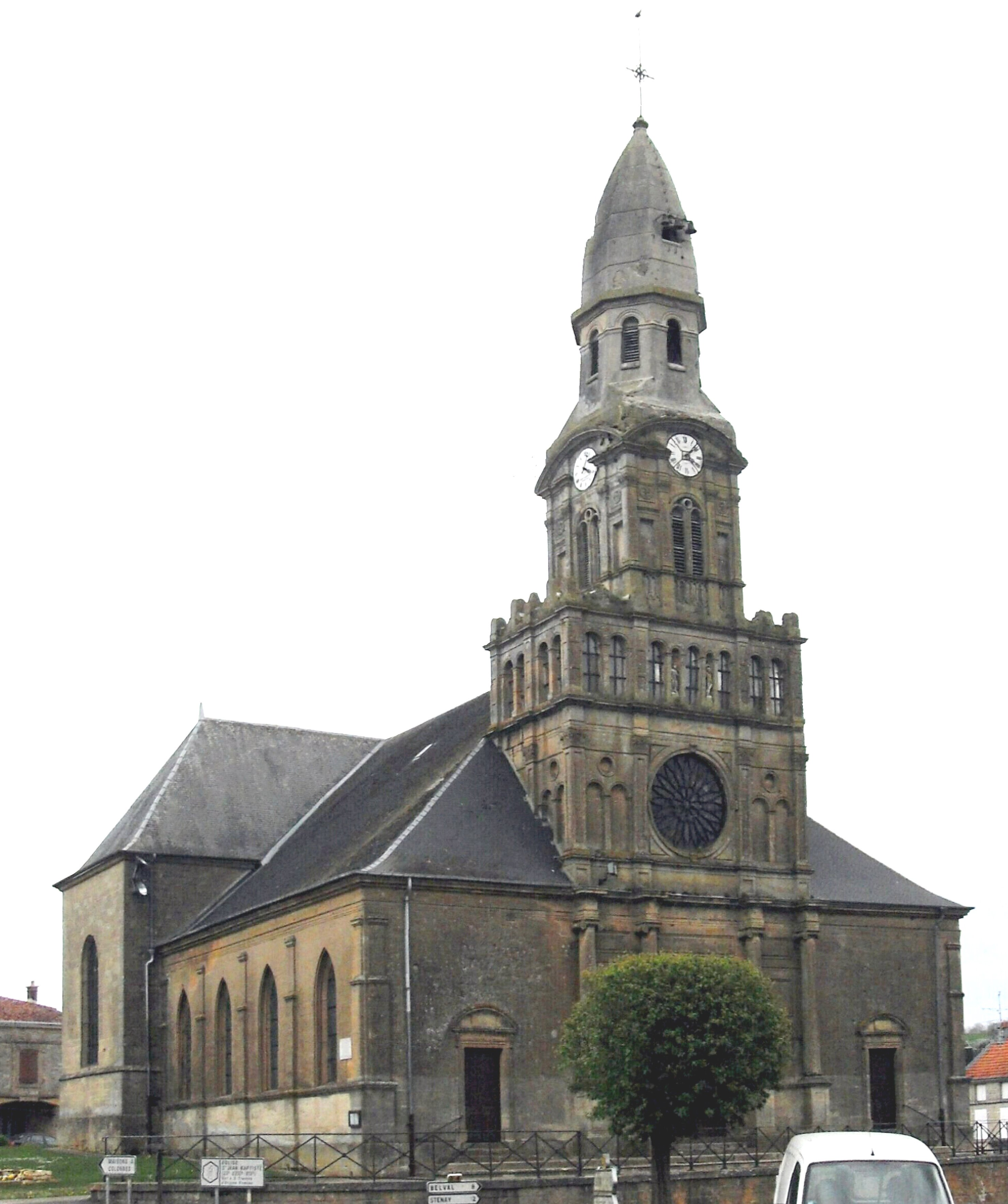
L'église Saint-Jean-Baptiste.
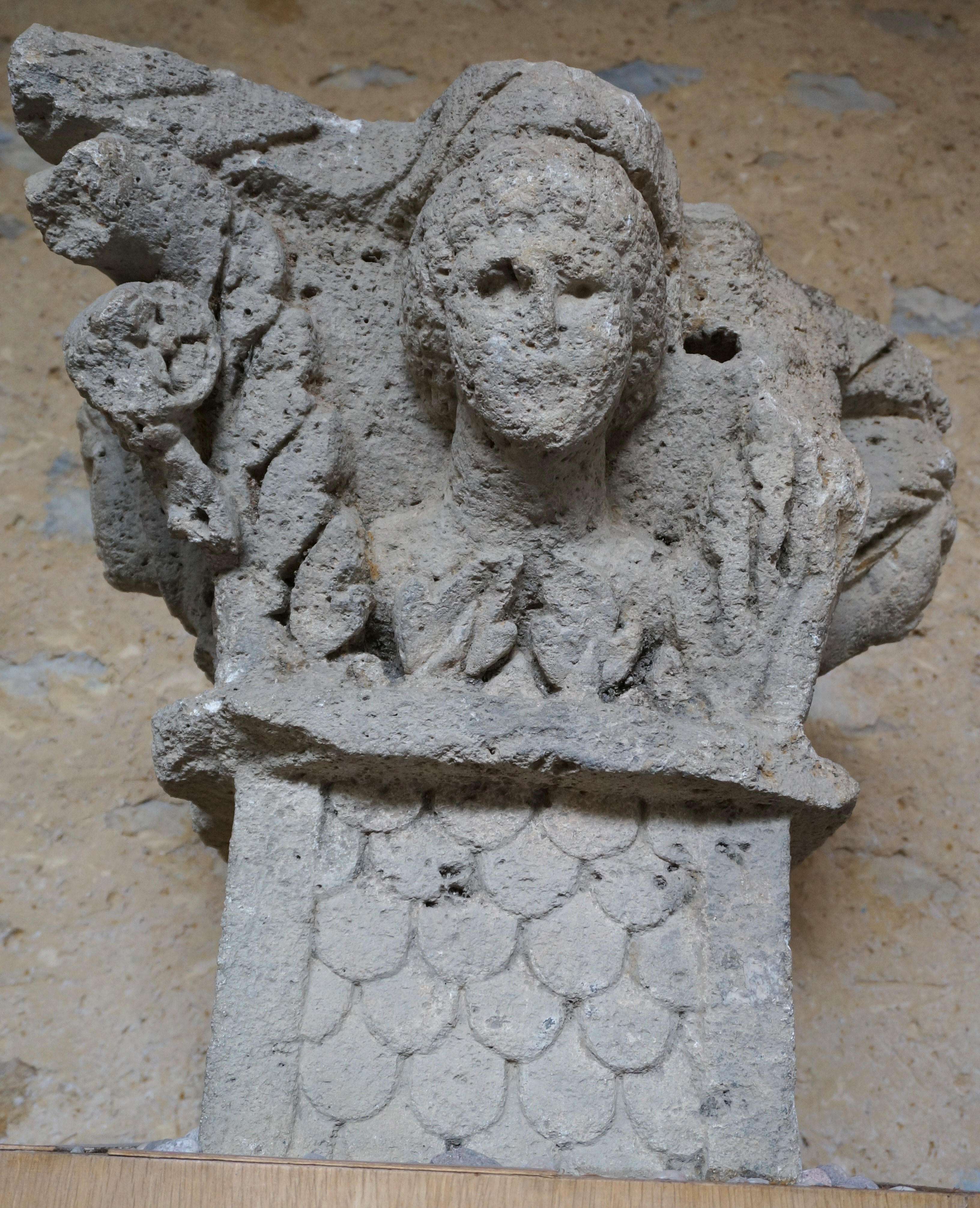
Chapiteau gallo-romain, Letanne, découvert en 1859 à Montfort, en dépôt au presbytère de Beaumont-en Argonne, au musée de Sedan.
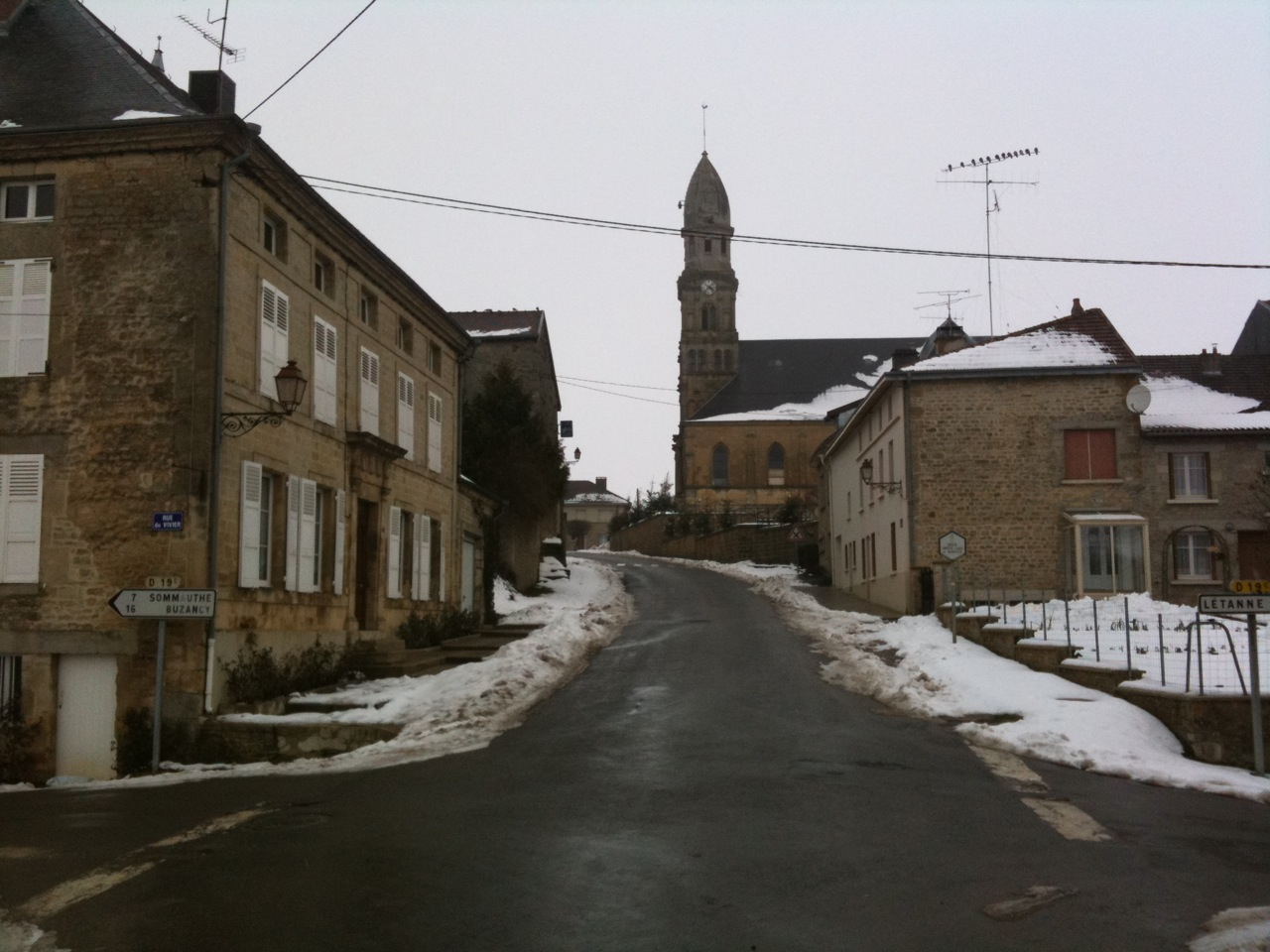
Rue du village et vue sur l'église.

- Ancienne ville fortifiée. Ses maisons à arcades présentent une particularité architecturale remarquable avec une succession de colonnades dont l'origine historique reste inconnue.

Maison à arcades, inscription partielle sur l'Inventaire supplémentaire des monuments historiques par arrêté du 28 février 1927.
- Église Saint-Jean-Baptiste du XIIe siècle, unique par son clocher en forme d'obus.

Mobilier de l'église,,.
- - Chapelle Saint-Jean-Baptiste de Beaumont-en-Argonne.
- Monument aux morts[41] : Conflits commémorés : Guerres franco-allemande (1914-1918 et 1939-1945) - Indochine (1946-1954).

### Héraldique
| Blason de Beaumont-en-Argonne | Blason  | De sinople à la main dextre d'argent, mantelé, cousu de gueules, chargé d'une fleur de lys d'or adextrée d'une crosse et senestrée d'une épée, le tout aussi d'argent, au chef bastillé de quatre merlons et deux demis du même. |
| Blason de Beaumont-en-Argonne | Détails | Le statut officiel du blason reste à déterminer. |